# Synagoge (Nizza)

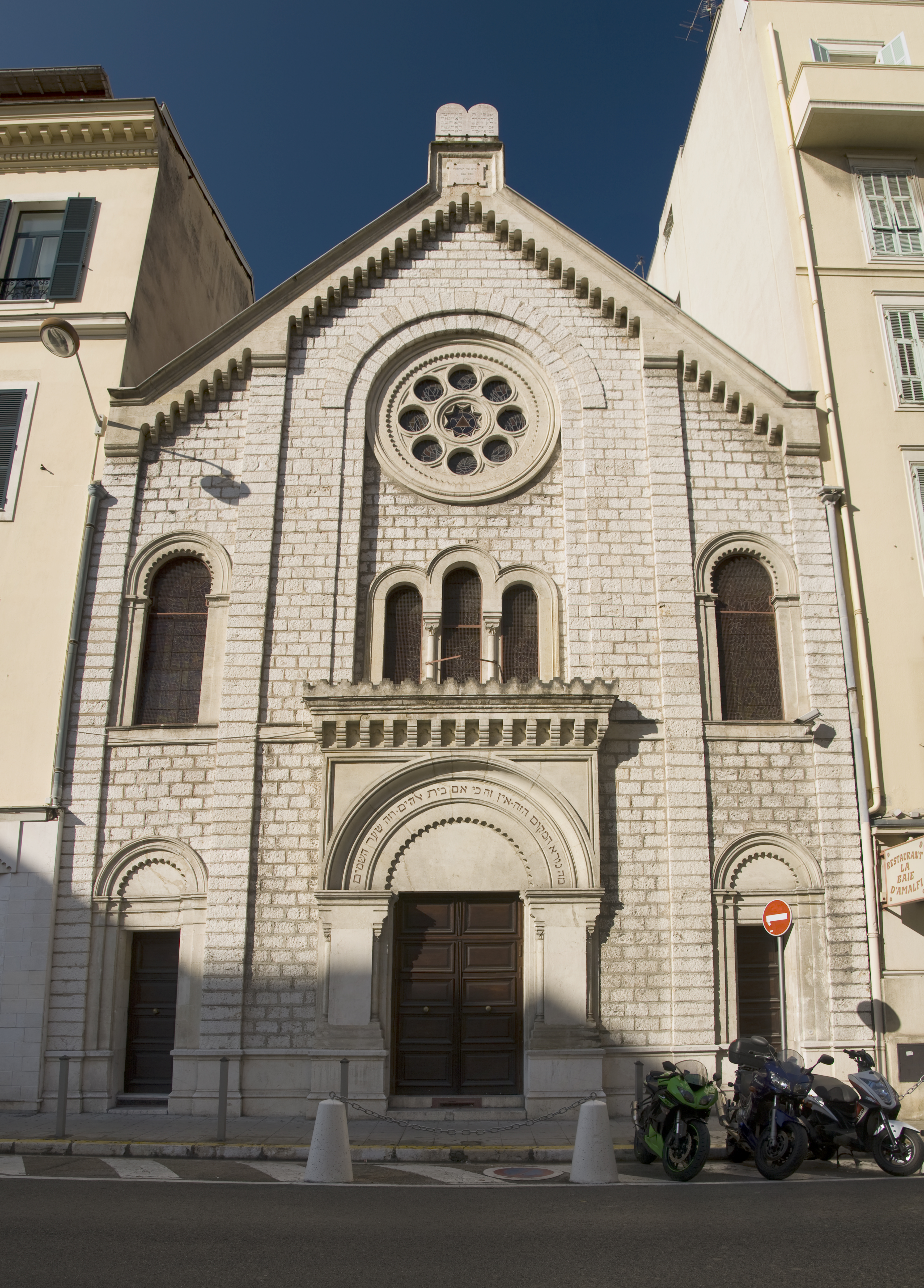
Synagoge in Nizza

Die Synagoge in Nizza, einer Stadt in Südfrankreich, wurde 1886 errichtet. Die Synagoge befindet sich an der Rue Gustave-Deloye Nr. 7. Sie ist seit 2007 ein geschütztes Baudenkmal (Monument historique).

## Geschichte
Da die alte Synagoge für die wachsende Zahl der Gemeindemitglieder zu klein geworden war, wurde nach den Plänen des Architekten Paul Martin ein Neubau errichtet und das alte Synagogengebäude wurde verkauft. Der Neubau befindet sich an der Stelle der 1885 abgerissenen Opéra comique. Die Innengestaltung schuf der Architekt Brun.

## Beschreibung
Die Fassade der Synagoge ist im orientalisierenden Stil ausgeführt, der zu dieser Zeit sehr beliebt war. Die Giebelspitze wird von den Gesetzestafeln bekrönt. Die Frauenempore im Betsaal wird von Pfeilern getragen. Zwölf Bleiglasfenster wurden 1993 von Théo Tobiasse (* 1927; † 3. November 2012) geschaffen.